# 혼: 공포의 시작
"혼: 공포의 시작"은 2020년에 개봉한 대한민국의 영화이다.

## 캐스팅
- 옥지영 : 이장주 역
- 최규환 : 노승배 역
- 김승현 : 최 형사 역
- 지이수 : 한주 역
- 최제우 : 이 형사 역
- 이달형 : 박만길 역
- 이일섭 : 약초꾼 역
- 최윤빈 : 택배기사 역
- 유광수 : 정신과 의사 역

## 같이 보기
- 2020년 대한민국의 영화 목록